# Ratón (toro)
Ratón, de la ganadería portuguesa de Pinto Barreiros, fue un toro de lidia con el que el diestro Manolete cuajó su faena más recordada. Tuvo lugar en Madrid, el 6 de julio de 1944, en la corrida de la Prensa que se celebra anualmente en Las Ventas y se conservan algunas imágenes de la histórica faena. «Ratón» era el último de la tarde, un sobrero que sustituyó a otro del ganadero Alipio Pérez-Tabernero. Fue el único pintobarreiro (la madre de casi todas las ganaderías portuguesas actuales) que Manolete estoqueó a lo largo de su carrera.
Un miembro de la ganadería de Pinto Barreiros explicó en una entrevista que, en realidad, el famoso toro, llevado a la plaza como novillo sobrero, se llamaba «Centella» pero, como en aquella época no se registraban los datos genealógicos de forma tan estricta, el mayoral de la plaza decidió ponerle «Ratón», porque al parecer se comía el pienso de los otros toros.